# Lou Marinoff

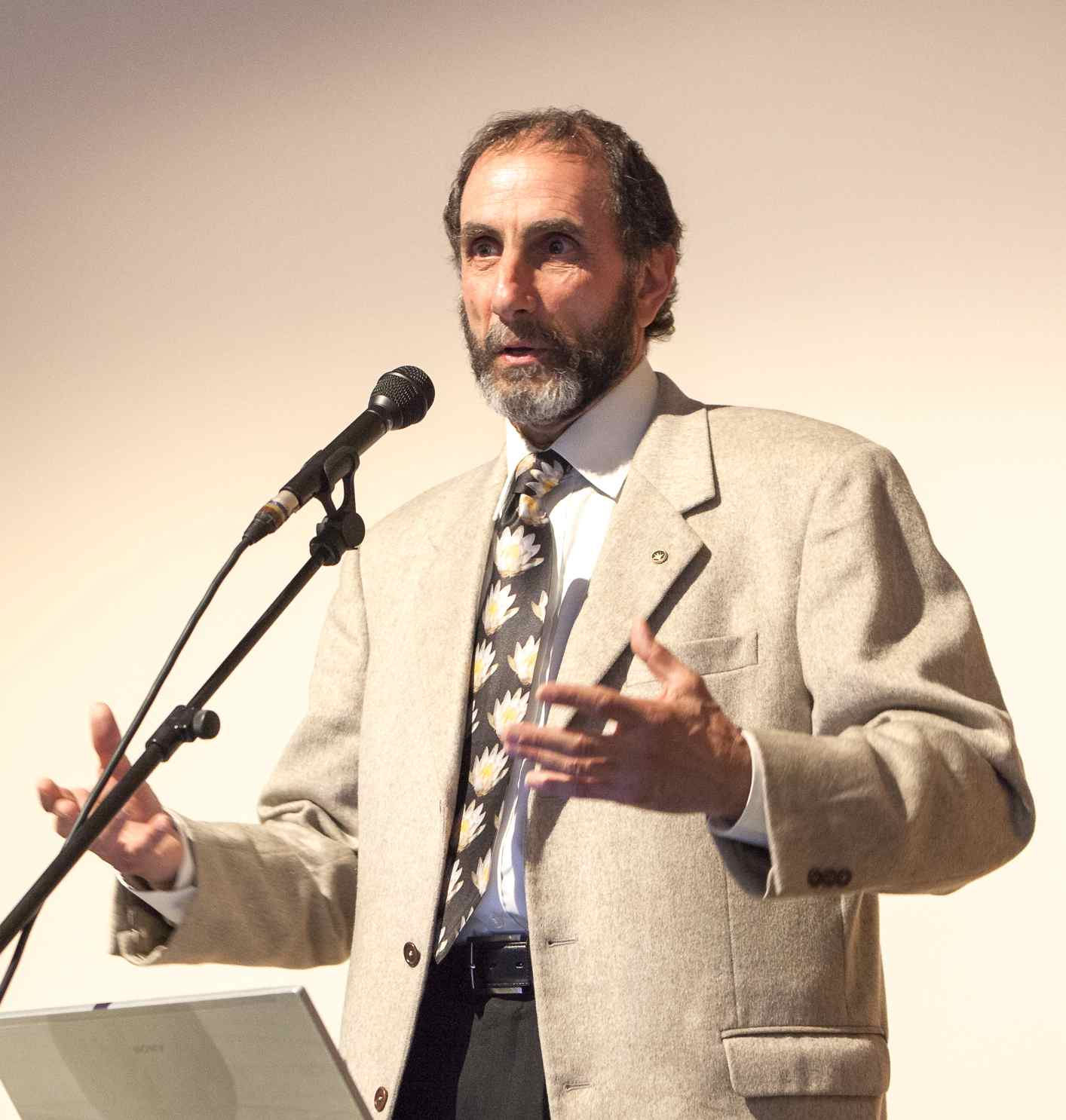
Lou Marinoff

Lou Marinoff (1952-), canadense, doutor em Filosofia da ciência, pela Universidade de Londres, é o criador do movimento de aconselhamento filosófico, prática que vem se desenvolvendo desde 1994 e que já reúne mais de 500 filósofos no mundo.
É autor do livro Mais Platão, Menos Prozac, grande sucesso no mundo literário filosófico, nos últimos anos, lançando recentemente o livro Pergunte a Platão.

## Mais Platão, menos Prozac
Marinoff aborda questões do quotidiano tentado por meio do chamado aconselhamento filosófico produzir uma filosofia que possa ser posta em prática no dia-a-dia. O livro foi best-seller na Europa e na América Latina, tendo boa recepção do público leigo. Paulo Coelho se refere a Lou Marinoff como "um peregrino, sempre pronto a contar uma história que não foi contada, sempre pronto a correr riscos que não foram enfrentados." 
A obra destina-se aquelas pessoas que sentem desconfortos em suas vidas que não são tão significativo a ponto de procurar um analista. Assim, Marinoff busca auxiliar (tanto seus pacientes quanto seus leitores) a encontrar uma "filosofia de vida" a qual preencha as lacunas onde não adentram a diagnose, seja da psicologia ou da psiquiatria. Para Marinoff, a filosofia, na forma de livros ou dos profissionais dela, podem "aconselhar" as pessoas para que vivam melhor. Ele também se opõe a banalização diagnóstica da psiquiatria, que é descrita de maneira simplista e sem conhecimento. Lendo-o, reconhece-se pontos comuns entre as grandes correntes filosóficas, incluindo o budismo e os ensinamentos de Jesus Cristo, embora este não seja citado.

## Ligações internas
- Platão
- Filosofia
- Prozac